# Nyssa Heights
Nyssa Heights az Amerikai Egyesült Államok északnyugati részén, Oregon állam Malheur megyéjében elhelyezkedő önkormányzat nélküli település.